# 시프턴산캐비
시프턴산캐비(Microcavia shiptoni)는 천축서과에 속하는 설치류의 일종이다. 아르헨티나의 토착종이다. 안데스 고원의 암반 지대 초원에서 서식한다.